# Эквадорское сентаво
Эквадорское сентаво — после отмены национальной эквадорской валюты сукре в 2000 году и введения доллара США в качестве основной денежной единицы страны в Эквадоре продолжают чеканиться только монеты с номиналом в сентаво. Номинал, диаметр и вес эквадорских монет полностью повторяют номинал, диаметр и вес центов США.
| Номинал    | Изображение | Аверс                  | Металл                       | Диаметр | Вес    | Монетный двор                       |
| ---------- | ----------- | ---------------------- | ---------------------------- | ------- | ------ | ----------------------------------- |
| 1 сентаво  |             | Глобус                 | Латунь (Медь 70 % цинк 30 %) | 19,05мм | 2,5г   | Канадский Королевский монетный двор |
| 5 сентаво  |             | Хуан Монтальво         | никелированная сталь         | 21,21мм | 5,0г   | Монетный двор Мехико                |
| 10 сентаво |             | Эухенио Эспехо         | никелированная сталь         | 17,91мм | 2,268г | Монетный двор Мехико                |
| 25 сентаво |             | Хосе Хоакин де Ольмедо | никелированная сталь         | 24,26мм | 5,67г  | Монетный двор Мехико                |
| 50 сентаво |             | Элой Альфаро           | никелированная сталь         | 30,61мм | 11,34г | Монетный двор Мехико                |